# Antonio de la Torre Villalpando
Antonio de la Torre Villalpando (Cidade do México, 21 de setembro de 1951 – 2 de agosto de 2021) foi um futebolista mexicano que atuava como defensor.

## Carreira
Antonio de la Torre fez parte do elenco da Seleção Mexicana de Futebol, na Copa do Mundo de  1978. 

## Morte
Morreu em 2 de agosto de 2021, aos 69 anos.